# Listă cu reviste de scufundare

### Africa de Sud
- DIVESTYLE

### Australia
- DIVE LOG AUSTRALASIA
- DIVING HISTORICAL SOCIETY NEWSLETTER Arhivat în 5 septembrie 2008, la Wayback Machine.
- GUIDELINES
- INTERNATIONAL FREEDIVING AND SPEARFISHING NEWS
- OFFGASSING Arhivat în 22 iunie 2008, la Wayback Machine.
- SCUBA DIVER AUSTRALASIA
- SPORTDIVING MAGAZINE
- SPUMS JOURNAL MAGAZINE
- UNDERWATER AUSTRALASIA

### Austria
- TAUCHSPORT Arhivat în 13 septembrie 2008, la Wayback Machine.

### Belgia
- HIPPOCAMPE
- HIPPOCAMPUS

### Brazilia
- DECO STOP Arhivat în 21 noiembrie 2008, la Wayback Machine.
- MERGULHO Arhivat în 16 mai 2008, la Wayback Machine.

### Canada
- DIVER MAGAZINE
- EN PROFUNDEUR
- HISTORICAL DIVING SOCIETY NEWSLETTER
- SAVE ONTARIO SHIPWRECKS

### Cehia
- DOBRA VODA Arhivat în 22 iunie 2008, la Wayback Machine.
- OCEAN Arhivat în 8 septembrie 2009, la Wayback Machine.
- POTAPENI[nefuncțională]

### China
- ACTION ASIA

### Coreea de Sud
- SCUBA DIVER
- UNDERWATER WORLD Arhivat în 8 iunie 2008, la Wayback Machine.

### Danemarca
- DYK
- DYKKEHISTORISK TIDSSKRIFT
- SPORTSDYKKEREN

### Elveția
- NEREUS
- TAUCHER REVUE

### Filipine
- SCUBA GLOBE Arhivat în 11 mai 2008, la Wayback Machine.

### Franța
- APNEA Arhivat în 4 octombrie 2006, la Wayback Machine.
- AQUA MONDE Arhivat în 10 decembrie 2013, la Wayback Machine.
- ARPE
- CALYPSO LOG
- INFO PLONGEE Arhivat în 2 august 2008, la Wayback Machine.
- LE FIL
- OCEANS
- OCTOPUS Arhivat în 13 septembrie 2008, la Wayback Machine.
- PLONGEE MAGAZINE
- PLONGEURS INTERNATIONAL Arhivat în 8 februarie 2011, la Wayback Machine.
- SIFON ILE DE FRANCE  Arhivat în 18 octombrie 2005, la Wayback Machine.
- SUBAQUA

### Germania
- AQUA GEOGRAPHIA
- CAISSON
- DER TAUCHLEHRER
- DEGUWA-RUNDBRIEF
- DIE PROFITAUCHER Arhivat în 19 noiembrie 2007, la Wayback Machine.
- DIVEMASTER
- NACHRICHTENBLATT ARBEITSKREISS UNTERWASSERARCHAOLOGIE
- SKYLLIS
- SPORTTAUCHER
- TAUCH-BRILLE
- TAUCHEN
- UNTERWASSER
- VIT-TAUCHWELT

### Grecia
- GREEK DIVER Arhivat în 6 iulie 2008, la Wayback Machine.
- THALASSA MAGAZINE Arhivat în 19 decembrie 2008, la Wayback Machine.
- VYTHOS Arhivat în 6 iulie 2008, la Wayback Machine.

### Irlanda
- SUBSEA Arhivat în 17 septembrie 2008, la Wayback Machine.

### Israel
- ZLILA

### Italia
- ACQUA SPORT
- ALERT DIVER
- AQUA GEOGRAPHIA Arhivat în 16 mai 2008, la Wayback Machine.
- FOTOSUB
- HDS NOTIZIE
- IL SUBACQUEO Arhivat în 18 iunie 2008, la Wayback Machine.
- L'ARCHEOLOGO SUBACQUEO
- MONDO SOMMERSO Arhivat în 19 septembrie 2008, la Wayback Machine.
- PESCA IN APNEA
- PESCA SUB
- SUB

### Japonia
- DAN JAPAN
- DIVING WORLD Arhivat în 5 noiembrie 2008, la Wayback Machine.
- MARINE PHOTO
- TRAVEL DIVER

### Marea Britanie
- CAVE DIVING GROUP NEWSLETTER
- DIVE
- DIVE GIRL
- DIVE SITE DIRECTORY
- DIVER
- DIVING TRADE INTERNATIONAL Arhivat în 19 septembrie 2008, la Wayback Machine.
- EUBS
- HISTORICAL DIVING TIMES
- IN FOCUS
- NAUTICAL ARCHAEOLOGY
- MARINE CONSERVATION
- SHIPWRECKS
- SPORT DIVER Arhivat în 28 ianuarie 2016, la Wayback Machine.
- UKSDMC NEWSLETTER Arhivat în 10 septembrie 2008, la Wayback Machine.

### Norvegia
- DYKKING
- MARMENNELL

### Noua Zeelandă
- DIVE NEW ZEALAND

### Olanda
- DUIKEN
- DUIK MAGAZINE Arhivat în 21 iunie 2008, la Wayback Machine.
- IDDIVE
- ONDERWATER SPORT Arhivat în 23 aprilie 2006, la Wayback Machine.

### Polonia
- MAGAZYN NURKOWANIE Arhivat în 7 decembrie 2009, la Wayback Machine.
- PODWODNY SWIAT Arhivat în 14 septembrie 2008, la Wayback Machine.

### Portugalia
- NOTICIAS DO MAR Arhivat în 9 septembrie 2008, la Wayback Machine.
- PLANETA AGUA

### Rusia
- MIR PODVODNOY OHOTI
- NEPTUN XXI VEK
- OCTOPUS PRO
- PODVODNIY CLUB

### Scoția
- SCOTTISH DIVER

### Singapore
- ASIAN DIVER
- ASIAN GEOGRAPHIC
- DIVE BUSINESS-ASIA PACIFIC
- FINS Arhivat în 11 septembrie 2008, la Wayback Machine.
- SCUBA GLOBE Arhivat în 14 septembrie 2008, la Wayback Machine.

### Spania
- BUCEADORES
- BUCEO XXI
- DIVING A FONDO Arhivat în 24 septembrie 2008, la Wayback Machine.
- INMERSION

### Suedia
- DYK
- SPORT DYKAREN

### Turcia
- DENIZ MAGAZIN

### S.U.A.
- ADVANCED DIVER MAGAZINE
- AQUA GEOGRAPHIA
- AQUALOG MAGAZINE
- BLUE PLANET QUARTERLY
- BREATHING AIR DIGEST
- CALIFORNIA DIVING NEWS
- CALYPSO LOG
- COASTAL CONNECTION
- CORAL CURRENT
- DEMA DIRECT
- DIR/QUEST
- DIVE BUSINESS INTERNATIONAL
- DIVE BUSINESS TODAY
- DIVE CENTER BUSINESS
- DIVE CHRONICLES Arhivat în 7 septembrie 2008, la Wayback Machine.
- DIVESHOPS Arhivat în 12 septembrie 2008, la Wayback Machine.
- DIVE TRAINING
- DIVER MAGAZINE Arhivat în 12 septembrie 2008, la Wayback Machine.
- DIVERS OCEAN PLANET
- DIVING PERIODICALS INTERNATIONAL
- DOLPHIN LOG Arhivat în 19 octombrie 2008, la Wayback Machine.
- FACEPLATE Arhivat în 24 decembrie 2004, la Wayback Machine.
- FATHOMS
- FLORIDA SCUBA NEWS
- GIRL DIVER
- HAWAII SKINDIVER MAGAZINE
- HISTORICAL DIVER
- HRD NEWS
- HYPERBARIC MEDICINE TODAY Arhivat în 24 decembrie 2008, la Wayback Machine.
- IMMERSED
- MIDWEST SCUBA DIVING
- NABS NEWS
- NACD JOURNAL
- NAPSD NEWSLETTER
- NEW DIVER
- NITROX DIVER
- NORTHWEST DIVE NEWS
- OCEAN NEWS & TECHNOLOGY Arhivat în 3 ianuarie 2009, la Wayback Machine.
- OFFSHORE SOURCE MAGAZINE
- OXYGEN Arhivat în 29 decembrie 2008, la Wayback Machine.
- PLUS ULTRA Arhivat în 10 octombrie 2008, la Wayback Machine.
- POLICE DIVER JOURNAL
- PRESSURE NEWSLETTER
- REEF LINE
- REEF RELIEF
- RODALE'S SCUBA DIVING
- SHARK DIVER MAGAZINE Arhivat în 12 septembrie 2008, la Wayback Machine.
- SHARK RESEARCH INSTITUTE NEWSLETTER
- SOUTH FLORIDA DIVING
- SPEARFISHING MAGAZINE
- SPORT DIVER Arhivat în 8 septembrie 2008, la Wayback Machine.
- SQUID
- THE BLAST Arhivat în 20 ianuarie 2008, la Wayback Machine.
- THE INA QUARTERLY Arhivat în 3 iulie 2006, la Wayback Machine.
- THE SCUBA GUIDE
- THE UNDERSEA JOURNAL
- UNDERCURRENT
- UNDERSEA & HYPERBARIC MEDICINE
- UNDERWATER
- UNDERWATER JOURNAL
- UNDERWATER SPELEOLOGY Arhivat în 16 septembrie 2008, la Wayback Machine.
- VISIBILITY
- WRECK DIVING MAGAZINE
- XRAY-MAGAZINE[nefuncțională – arhivă]